# Hauberg

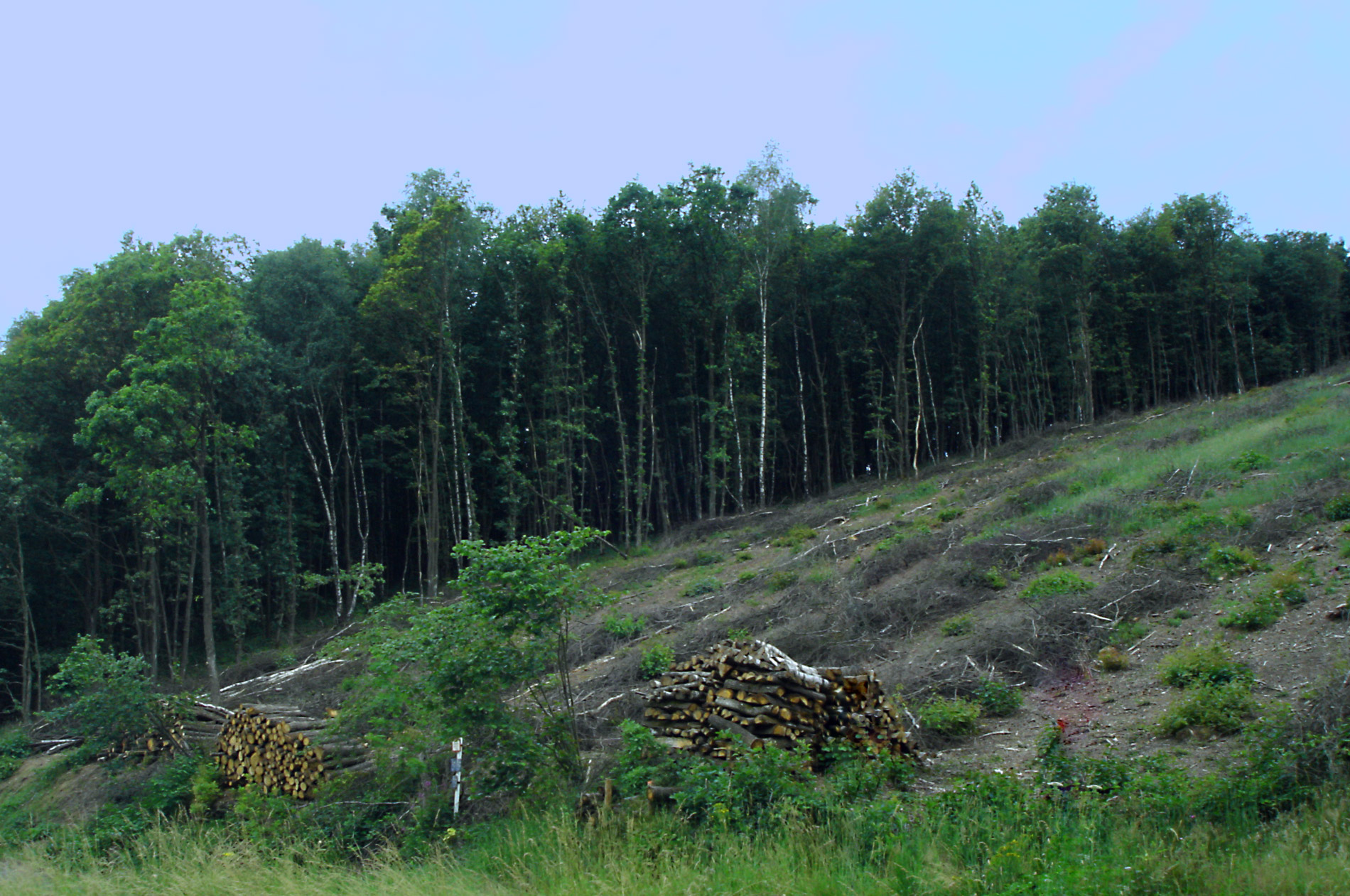
Le Hauberg près de Netphen

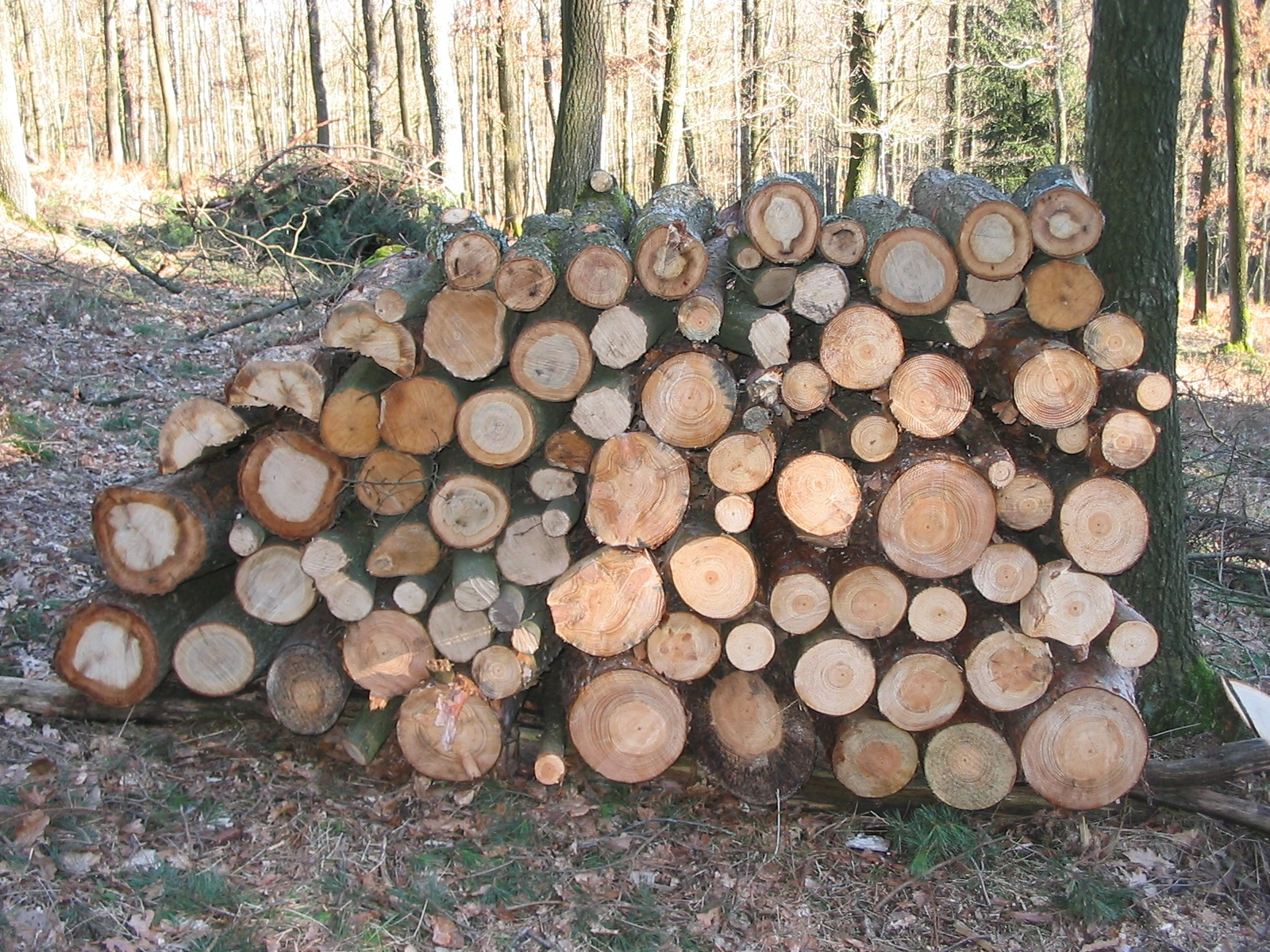
Tas de bois près de Salchendorf

Le Hauberg est un type de gestion forestière communale typique du Siegerland et des parties adjacentes des hautes terres de Lahn-Dill et du Westerwald en Allemagne centrale. Son objectif est de gérer la forêt afin de produire de l'écorce à tan et du charbon de bois pour l'industrie régionale du minerai de fer ainsi que du bois de chauffage. En plus des utilisations forestières, l'année suivant la récolte du bois, la zone a également des utilisations agricoles, telles que la culture du seigle et du sarrasin, typiques de l'agriculture itinérante, ainsi qu'ultérieurement le pâturage communal (biens communaux).

## Aperçu
Le Hauberg est une forêt de taillis de chênes et de bouleaux, dans laquelle d'autres arbres sont parfois dispersés. Avec un cycle de 16 à 20 ans, le Hauberg subit des coupes à blanc ou des recépages, laissant les souches en terre recommencer à pousser. Ce n'est que l'année suivant la coupe à blanc que la terre est utilisée pour le grain. Les années où il y a beaucoup de glands, des porcs sont élevés.
Avec la baisse de la demande d'écorce et de charbon de bois, cette forme de gestion a perdu de son importance. Dans la seconde moitié du XXe siècle, de vastes étendues ont été confiées à la gestion en futaie. Les taillis restants sont presque exclusivement consacrés à la production de bois de chauffage et de bois industriel.

## Voir également
- Haubarg ou Hauberg, un type de ferme typique sur la péninsule d'Eiderstedt

### Sources générales
- Becker, Alfred : "Der Siegerländer Hauberg". Vergangenheit, Gegenwart und Zukunft einer Waldwirtschaftsform. verlag die wielandschmiede, Kreuztal, 1991
- Becker, Alfred : Das Haubergs-Lexikon. verlag die wielandschmiede, Kreuztal, 2002
- Hans Hausrath : Geschichte des deutschen Waldbaus. Von seinen Anfängen bis 1850 . Schriftenreihe des Instituts für Forstpolitik und Raumordnung der Universität Freiburg. Hochschulverlag, Fribourg-en-Brisgau, 1982, (ISBN 3-8107-6803-0)
- Richard B. Hilf : Der Wald. Wald und Weidwerk in Geschichte und Gegenwart - Erster Teil [Réimpression]. Aula, Wiebelsheim, 2003, (ISBN 3-494-01331-4)
- Josef Lorsbach : "Hauberge und Hauberggenossenschaften des Siegerlandes". Band X Quellen und Studien des Instituts für Genossenschaftswesen an der Universität Münster. Verlag CF Müller, Karlsruhe, 1956. (Dissertation 1953)

### Sources spécifiques
- Konrad Fuchs : Geschichte der Verbandsgemeinde Gebhardshain 1815-1970., Mayence, 1982, (ISBN 3-87439-082-9)
- Rolf Lerner : Haubergsgenossenschaften im Kreis Altenkirchen., Verlag Mühlsteyn, Elben-Weiselstein 1993
- Manfred Kohl : Die Dynamik der Kulturlandschaft im oberen Lahn-Dillkreis - Wandlungen von Haubergswirtschaft und Ackerbau zu neuen Formen der Landnutzung in der modernen Regionalentwicklung . Gießener Geographische Schriften, Heft 45. 176 pp.(et matériel cartographique), Gießen, 1978
- Alfred Becker (Rouge. ): Bilder aus dem Hauberg. Naturschutz außerhalb von Schutzgebieten . Schriftenreihe der Landesforstverwaltung Nordrhein-Westfalen, Heft 1. 3., unveränderte Auflage. Forstliche Dokumentationsstelle der Landesforstverwaltung NRW, Arnsberg 2003, 48 p., (ISBN 3-9809057-5-6)
- Frank Schüssler : Die Haubergswirtschaft : Potenziale und Risiken eines traditionellen forstlichen Betriebssystems. Dans : Geographische Rundschau 01/2008.
- Suchanek dans Herrmann/Heuer/Raupach, Kommentar zur EStG und KStG, § 3 KStG, Anmerkung 35ff.